# Rhodanthemum arundanum
Rhodanthemum arundanum es una especie de planta floral del género Rhodanthemum, tribu Anthemideae, familia Asteraceae. Fue descrita científicamente por (Boiss.) B.H.Wilcox, K.Bremer & Humphries.
Se distribuye por Marruecos y España.